# 입장면
입장면(笠場面)은 천안시 서북구의 면이다.

## 개요
입장면은 충청남도 최북단, 경기도와 충청북도 3도 경계에 위치한다. 서울 경부고속도로 하행선 평택-안성 IC에서 평택방향으로 오는 중 1번 국도를 타고 천안 방향으로 위치하며, 이곳에서 약 5분이면 성환읍이 나오고, 34번 국도 진천 방향으로 약 8분정도에 위치한다.

## 행정 구역
- 하장리 (입장면의 중심지로, 입장면행정복지센터가 위치하고 있다.) (下場里)
- 상장리 (上場里)
- 도림리 (道林里)
- 기로리 (耆老里)
- 양대리 (良垈里)
- 홍천리 (弘泉里)
- 호당리 (虎堂里)
- 시장리 (侍壯里)
- 효계리 (孝溪里)
- 신덕리 (新德里)
- 신두리 (薪頭里)
- 용정리 (龍井里)
- 흑암리 (黑岩里)
- 산정리 (山井里)
- 연곡리 (延谷里)
- 가산리 (可山里)
- 독정리 (獨井里)
- 유리 (柳里)

## 교육
- 입장초등학교
- 양대초등학교
- 입장중학교

## 공공기관
- 한국생산기술연구원
- 입장파출소(망향로1088/효계리 43-14)
- 입장우체국(하장4길14/하장리 50)
- 천안서북소방서 입장119안전센터(망향로 1107/하장리362)
- 입장예비군면대(임장로129/하장리 77-1)
- 독정1리 건강관리실(독정3길 78-1/독정리 187-12)
- 천안농업 기술센터 성거입장지소(하장4길 37/하장리 101-1)
- 입장면 작은도서관(하장4길 37/하장리 101-1)
- 꿈뜰이영어 작은도서관